# Углевик
Углевик (босн. Ugljevik, серб. Угљевик / Ugljevik, хорв. Ugljevik) — город на северо-востоке Боснии и Герцеговины (юго-западнее от города Биелина и северо-восточнее от города Тузла). Центр общины Углевик. Относится к Республике Сербской.

## Население
Численность населения города по переписи 2013 года составила 4 155 человек, общины — 16 538 человек.
Национальный состав города по переписи 1991 года:
- сербы — 2.426 (81,38 %);
- мусульмане — 348 (11,67 %);
- югославы — 133 (4,46 %);
- хорваты — 39 (1,30 %);
- остальные — 35 (1,17 %).

Всего: 2.981 чел.